# Făgăraș
Făgăraș (in dialetto sassone Fugresch, Fugreš, in tedesco Fogarasch o Fugrasch, in ungherese Fogaras) è un municipio nel distretto di Brașov, in Transilvania, in Romania. Ha una popolazione di 38 020 abitanti..
Prima dell'unione della Transilvania con la Romania, Făgăraș era il centro amministrativo del comitato di Fogaras, mentre nel periodo interbellico la città fu sede del distretto di Făgăraș.

## Geografia fisica
Una tra le più importanti del centro della Romania, la città è situata sul percorso della strada nazionale DN1, a 66 km da Brașov e 76 km da Sibiu, sulle rive dell'Olt.
Da un punto di vista geografico Făgăraș è situata in una zona chiamata terre di Făgăraș, una tra le più antiche e importanti zone geografiche ed etno-culturali della Romania. Nel suo territorio si ritrovano diverse vestigia storiche, culturali e religiose che ne attestano l'antichità, tra i quali: 
- Biserica Evanghelică (chiesa evangelica), Cincu (XII secolo),
- Mănăstirea Cisterciana (monastero cistercense), Cârța (1202),
- Bazilica, Hălmeag (Șercaia) (XIII secolo),
- Biserica fortificată (chiesa fortificata), Cincșor (Voila) (XIV secolo),
- Casa Memorială "Badea Cârțan", Cârțișoara.

Făgăraș può essere un eccellente punto di partenza per escursioni sui monti Făgăraș.

## Origini del nome
La sua esistenza è attestata dal 1291 col nome di Fogros. L'etimologia di questo nome potrebbe essere magiara, dal nome proprio Fogor, o pecenega, dalla combinazione Fagar šu, acqua del frassino. Un'altra teoria riguardo all'origine del nome la lega alla parola magiara fogor, che a sua volta proviene da fogolymadár che definisce una zona densamente popolata da pernici.

## Storia

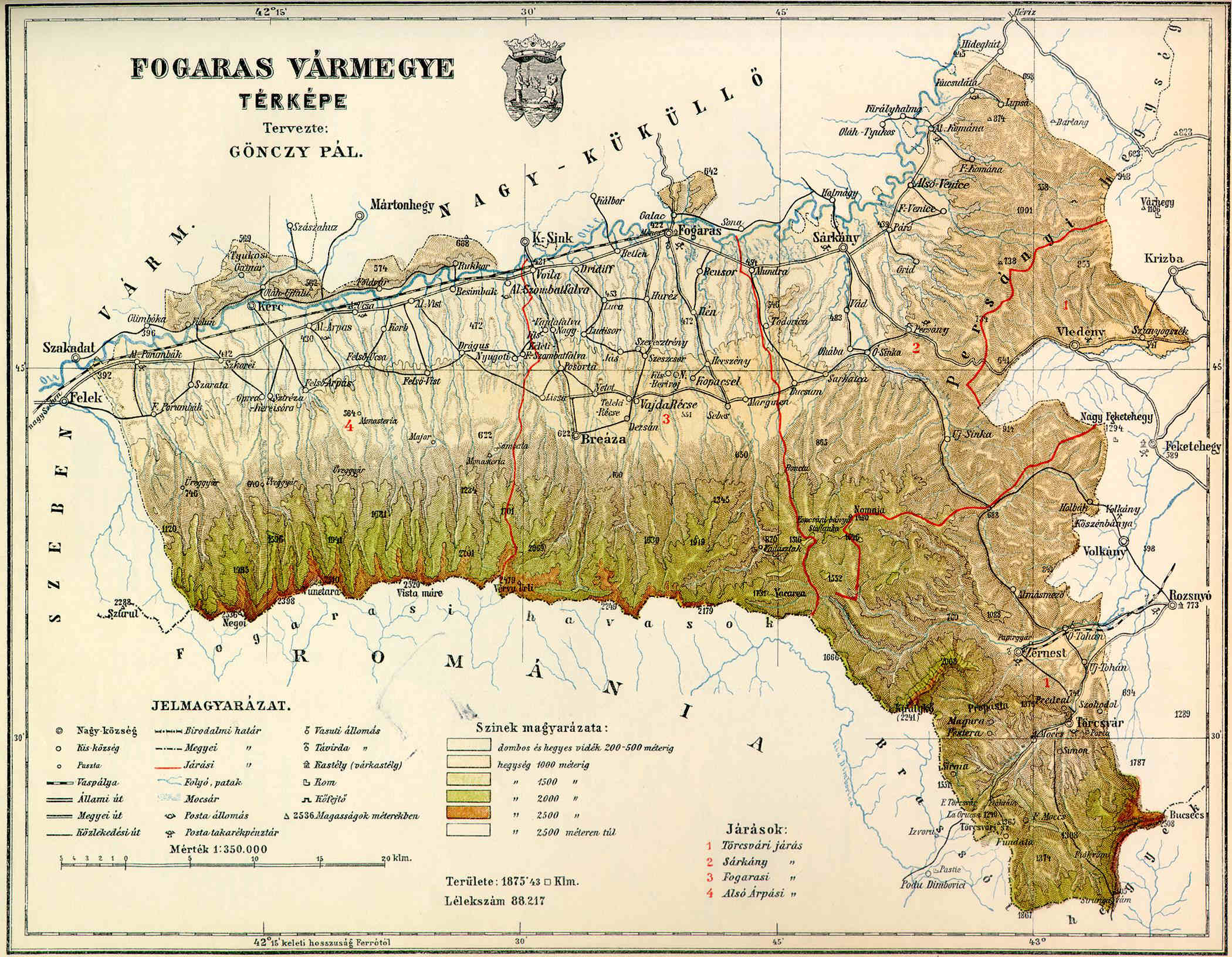
Distretto di Fogaras.

La fortezza fu costruita nel 1310 da Ladislau Apor, e intorno ad essa si è sviluppata la località, che ha dato anche il nome alle Alpi Transilvaniche.
La cittadella di Făgăraș, assieme ad Amnaș (Sibiu), furono date nel medioevo dai re ungheresi come feudi ai signori che si mettevano sotto la loro protezione. Tra questi vi furono Vladislav Vlaicu (1364-1377), chiamato «Vajvoda Transalpinus et banus Zeverino necnon dux de Fogaras», e Mircea I cel Bătrân, voivoda della Valacchia, (1386-1394 e 1397-1418).
Nel tempo, la città divenne un importante centro politico, soprattutto per aver ospitato la dieta della Transilvania, come residenza del principe, e per essere stata nei secoli XVI-XVII una sede giudiziaria.
Lo stile architettonico è fortemente influenzato da quello dei coloni sassoni, combinato a partire dal XVIII secolo con il barocco austriaco.

## Monumenti e luoghi d'interesse

### La cittadella

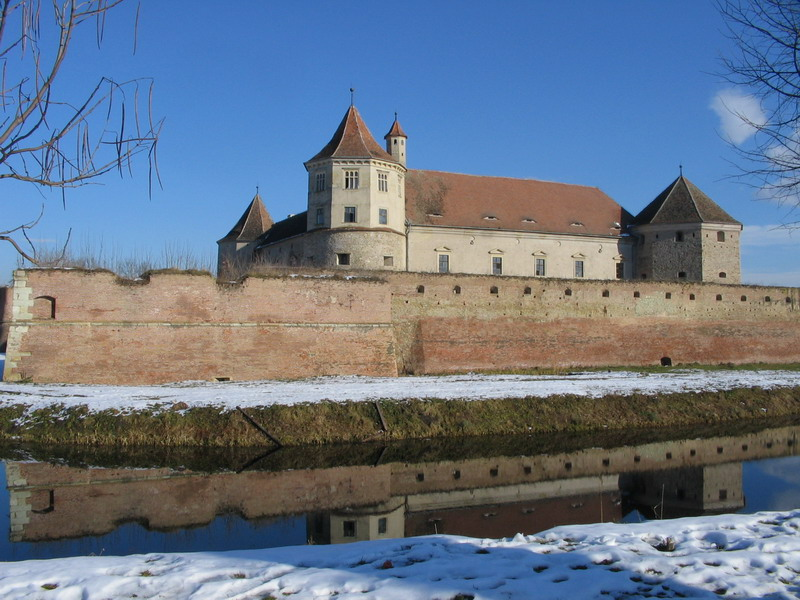
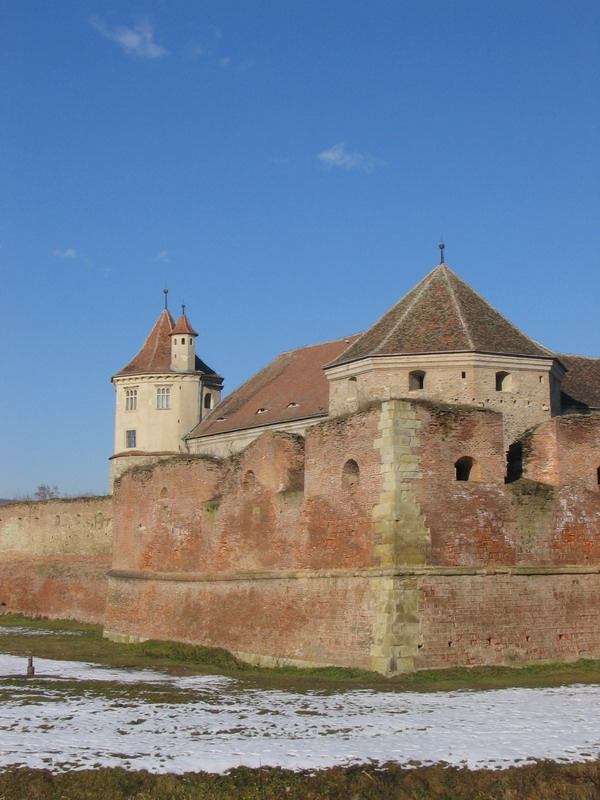
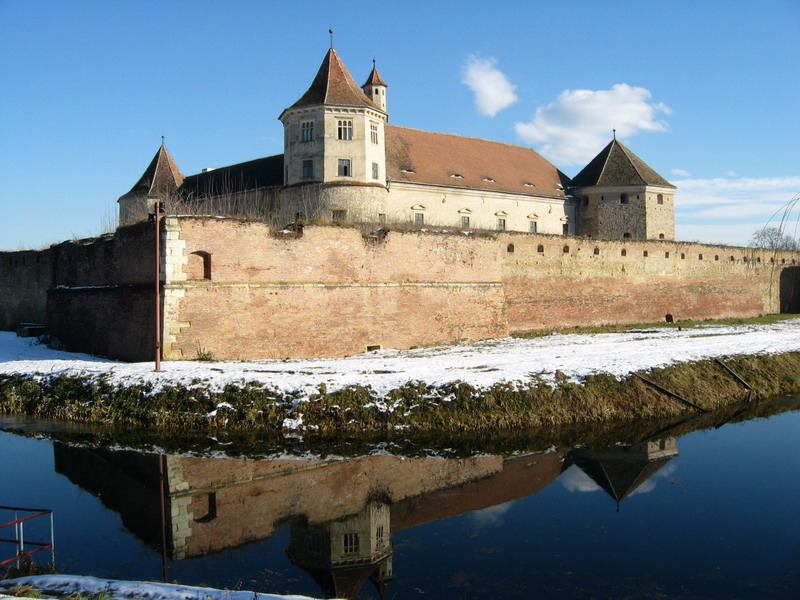
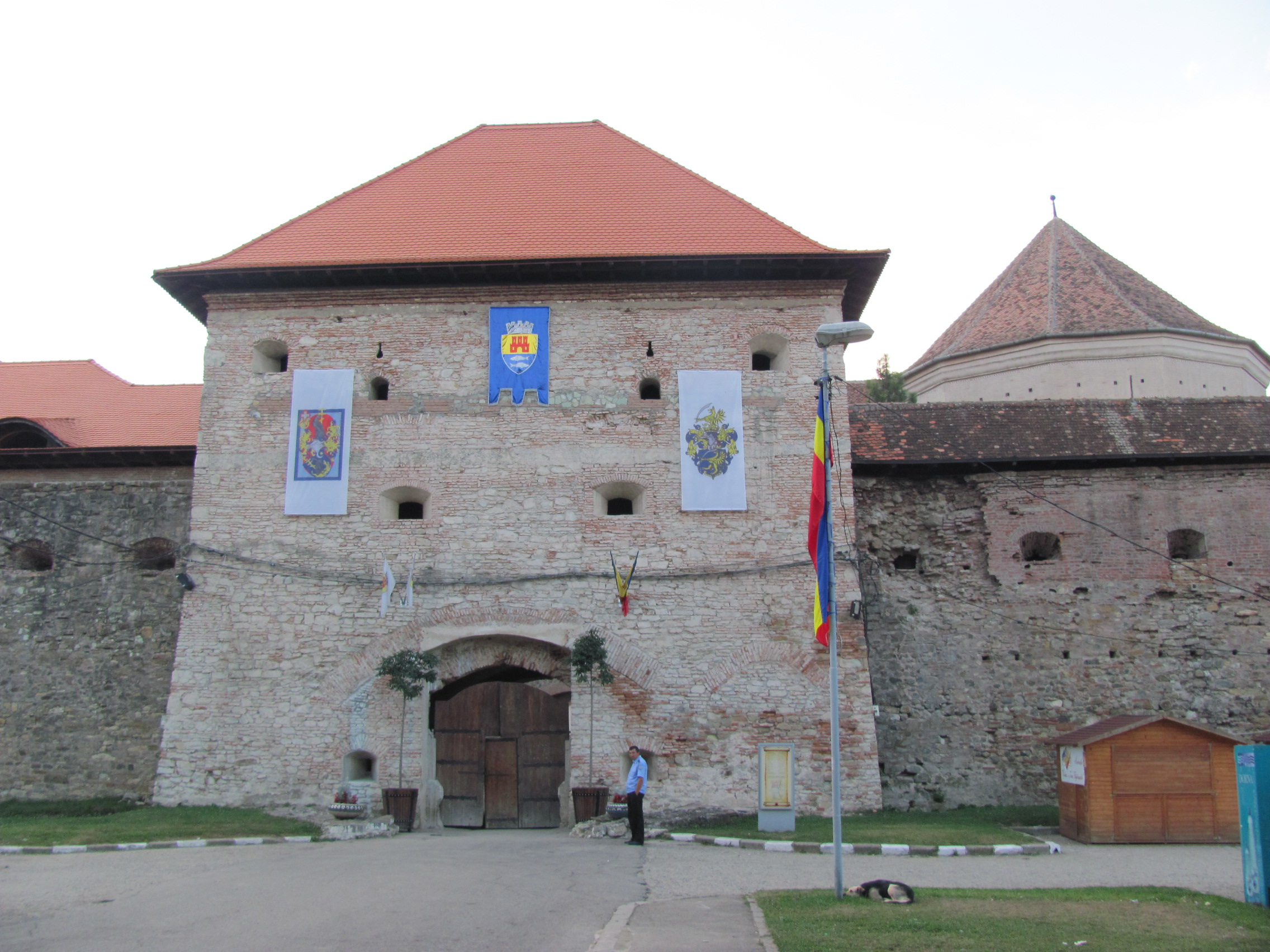
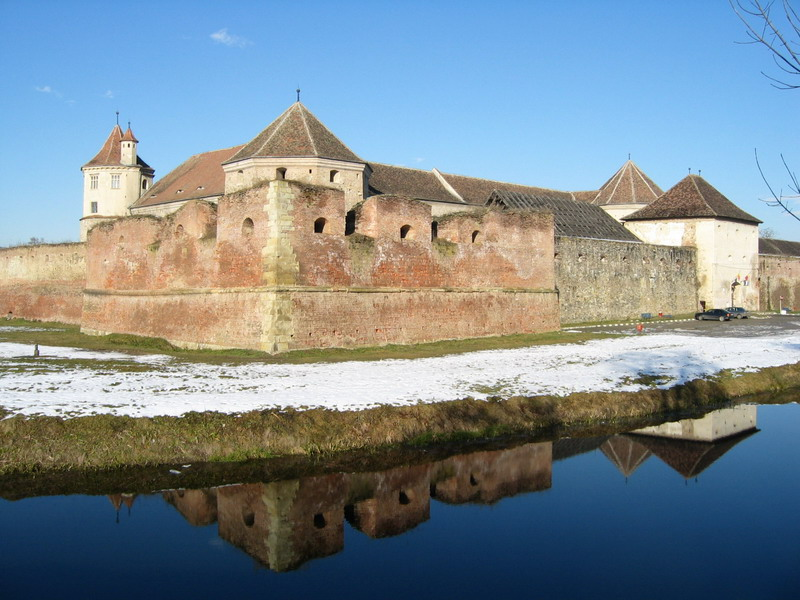

Fu costruita nel 1310 dal voivoda Laszlo Aporsui resti di una fortezza del XII secolo distrutta da un incendio. Fu trasformata in castello fortificato nella prima metà del XVI secolo, tra il 1528 e il 1541, Ştefan Mailat, feudatario di Făgăraş e voivoda della Transilvania, trasformò il castello in una fortezza inespugnabile. La forma attuale risale alla fine del XVI secolo ad opera di Balthasar Bathort coadiuvato da architetti e maestranze italiane. Oltre ai bastioni e alle opere di difesa, tipiche delle fortezze rinascimentali italiane, furono inseriti elementi architettonici quali motivi floreali e stemmi, stucchi, logge aperte ad archi, divenendo così una sicura ed elegante dimora dei principi dal XVII secolo. Sotto il dominio asburgico fu nuovamente abbellita e rafforzata. Nel 1721 vi fu fondata una circoscrizione ecclesiastica per gli ex ortodossi che erano passati nel 1700 al cattolicesimo di rito orientale ma già nel 1737 la sua sede, pur mantenendone il nome (oggi arcieparchia di Făgăraș e Alba Iulia) fu trasferita a Blaj. Oggi, dopo i restauri seguiti all'utilizzo a carcere fra il 1948 e il 1960 la Cetatea Făgărașului ospita la biblioteca comunale e il Museo Țara Făgărașului, dedicato alle tradizioni e all'artigianato della valle dell'Olt e ad una raccolta di reperti e documenti storici dal Paleolitico al Medioevo. La fortezza ha forma quadrilatera con alte mura, circondate da un ampio fossato, e torri angolari. All'interno vi sono alcune sale affrescate da un pittore italiano, rimasto ignoto, che vi lavorò nel XVII secolo; abbellì le pareti con scene mitologiche e storiche di pregevole fattura. 
Di fronte alla fortezza è posto il busto della signora Stanca, realizzata nel 1938 dallo scultore Spiridon Georgescu (1887-1974).

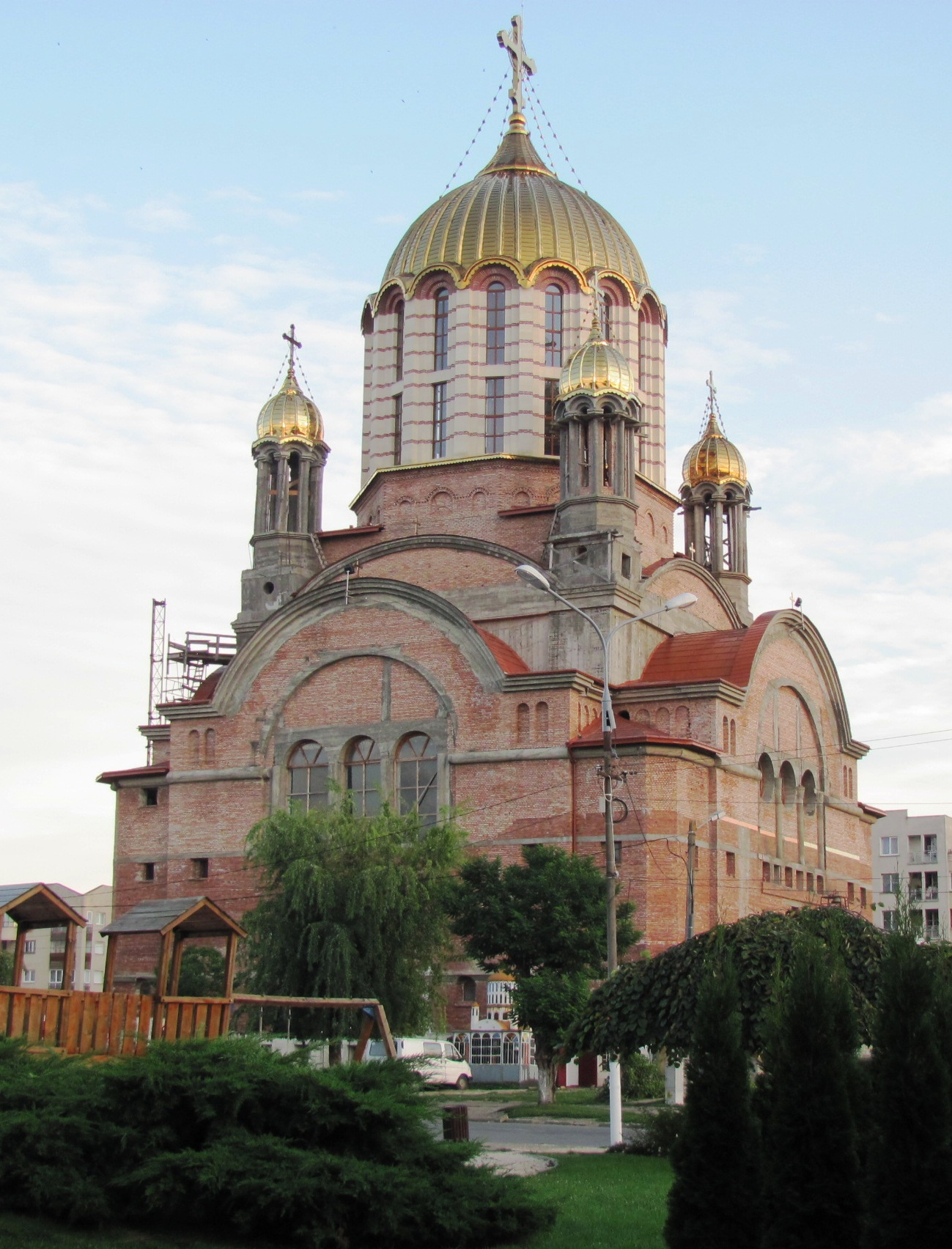
Chiesa ortodossa di San Giovanni Battista nel 2014

### Cattedrale Ortodossa di San Giovanni Battista
Iniziata nel 1995 e ancora da completare, l'imponente chiesa sorge maestosa di fronte alla fortezza e domina la città con la sua grande cupola dorata. Il progetto della chiesa, gemella di quella di Oradea, si deve all'architetto Ştefan Panaitescu: ha pianta centrale e croce greca (30 x 33 metri: l'età in cui il Salvatore iniziò la sua predicazione e l'età in cui si sacrificò sulla Croce). L'edificio, con uno stile ispirato chiaramente alla tradizione bizantina, è rivestito con fasce rosa e rosse e sormontato da una torre centrale con una grande cupola e da quattro piccole torri agli angoli sempre culminanti una cupola.

### Chiesa di San Nicola
Fu costruita alla fine del XVII secolo dal voivoda polacco Costantin Brancoveanu e restaurata nel 1921. La costruzione, i stile rinascimentale brancoveano, ha un alto tetto spiovente ricoperto a losa e una possente torre campanaria ottagonale che, a seguito degli accordi con il Principe di Transilvania, non doveva superare l'altezza delle torri della fortezza. L'interno è abbellito da affreschi del 1721 di stile bizantino, da un bel lampadario bronzeo, dall'iconostasi in legno di quercia scolpito e dorato e dalla sedia episcopale di Inocențiu Micu-Klein risalente agli anni dal 1723 al 1737 quando la chiesa fu la cattedrale dell'arcieparchia di Făgăraș e Alba Iulia. Dal 1948, quando le autorità la Chiesa greco-cattolica, il luogo è stato utilizzato dalla Chiesa ortodossa rumena.
Poco distante dalla chiesa di San Nicola si trova la casa in stile rinascimentale, costruita nel 1727, che fu la  residenza del vescovo  Inocențiu Micu-Klein. Sono in mostra una raccolta di documenti e ricordi del religioso che ha dimorato nella casa fra il 1692 e il 1578.

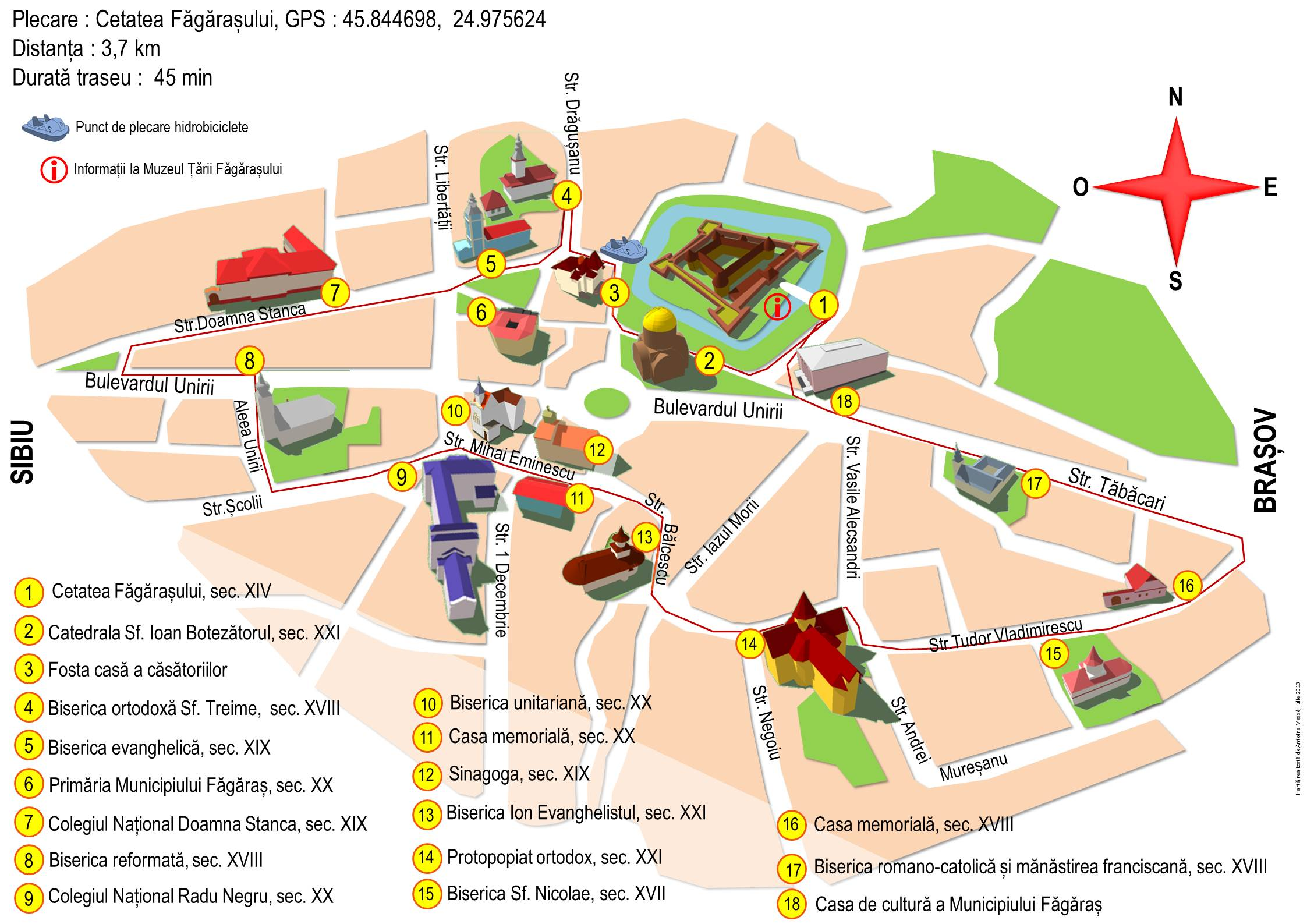

### Chiesa ortodossa della SS Trinità
Edificio barocco costruito fra il 1783 e il 1793 in contrapposizione alla costruzione della chiesa di San Nicola. Ha un alto tetto spiovente ed una massiccia torre campanaria del 1791 (restaurata nel 1896). L'interno è interamente affrescato con pitture del XVIII secolo e conserva una preziosa iconostasi di legno intagliato risalente al 1797.

### Biserica Reformata
Chiesa Calvinista costruita fra il 1712 e il 1715 con il patrocinio del conte Joseph Teleki e sua moglie Arva Bethem Kata dopo che una chiesa più antica, situata centro della città, era stata distrutta.

### Chiesa Evangelica
Fu costruita nel 1843, sul sito della vecchia chiesa, dal pastore luterano Andreas Wellmann, e dal capitano del distretto di Făgăraș, Carl von Brukenthal. Si tratta di un grande aula con un campanile all'estremità settentrionale e senza abside, con influenze neoclassiche. Dalla chiesa vecchia sono stati trasferiti l'altare, il pulpito, la vasca battesimale, una statua lignea policroma dell'apostolo Paolo e tre lapidi (conservate nel vestibolo della chiesa), oltre a due palchi del XVIII secolo.

### Convento Francescano
Il monastero francescano e la chiesa cattolica romana del XV secolo, furono distrutti durante la rivolta protestante. Nel 1736, i cattolici di Făgăraș ricevettero l'approvazione per la costruzione di nuova chiesa e monastero che iniziò il 22 aprile dell'anno seguente. La costruzione della chiesa fu completata nel 1742 e il piano terra del monastero dieci anni dopo ma, poco dopo la fine dei lavori, il 31 maggio 1760, un terribile incendio bruciò quasi tutta la città e anche il tetto della chiesa francescana. Il tempio, dedicato alla SS Trinità, fu ricostruito in stile rococò l'anno successivo e consacrata nel 1782. Anche il monastero a due piani fu ultimato alla fine del XVIII secolo e nel cortile interno furono realizzate due meridiane che indicano le ore dalle 8 alle 15. Dal 1747 accanto al monastero esisteva anche una scuola.

## Società

### Evoluzione demografica
Secondo i dati del censimento del 1930, la popolazione della cittadina era di 11.841 abitanti, tra i quali 7.094 romeni (54,2%), 4.246 magiari (26,7%), 969 tedeschi (12,4%), 388 ebrei (4,9%), etc.
Dal punto di vista religioso nel 1930 la popolazione era formata da 2 734 ortodossi (34,9%), 1 551 greco-cattolici (19,7%), 1 131 riformati (14,4%), 1 055 romano-cattolici (13,5%), 779 luterani (9,9%), 180 unitariani (2,3%), etc.

## Mass Media
- Monitorul de Făgăraș, settimanale
- Bună Ziua, Făgăraș (Buon giorno, Făgăraș), settimanale
- RT Făgăraș, stazione radio
- Televiziunea Făgăraș, stazione televisiva locale